# Квантовая роза
«Ква́нтовая ро́за» (англ. The Quantum Rose) — научно-фантастический роман американской писательницы Кэтрин Азаро. Книга входит в серию «Сага о Сколанской империи». Роман выиграл премию «Небьюла» за лучший роман 2001 года и премию «Сердечное дело» за лучшую научную фантастику 2001. Первая треть романа вышла в трёх частях на страницах журнала «Astounding Science Fiction» в мае, июне и июле/августе 1999 года, издательство Tor Books опубликовало роман полностью в 2000 году.

## Сюжет
«Квантовая роза» — это переосмысление сказки «Красавица и чудовище» в научно-фантастической среде. Камой Аргали — губернаторша обедневшей провинции на отсталой планете Балумилл, обручённая с Джексом Айронбриджем, правителем богатой соседней провинции. Аргали идёт на брак с политическими целями, ради спасения своей провинции от голода и смерти.
Гавирл (Вирл) Лайонстар, принц титульной династии Руби, прибывает на планету Балимулл в рамках правительственного плана преодоления последствий межзвёздной войны. Замаскированный и загадочный, он пользуется плохой репутацией среди местных жителей.
Лайонстар вмешивается в местные дела, заставляет губернаторшу вступить с ним в брак, дестабилизирует правительство. В традиционной сказке Шарля Перро героиня Белль должна спасти своего отца от принца, превращённого в зверя; в «Квантовой розе» Камой должна спасти свою провинцию. Книга затрагивает темы физических и эмоциональных травм, которые остались у выживших в звёздной войне жителей планет без явного победителя. Таким образом, это также история исцеления главных героев романа Камой и Лайонстара.
Вторая часть «Квантовой розы» рассказывает о возвращении Лайонстара с Камой в его родной мир, где он становится центральной фигурой в масштабном акте гражданского неповиновения, призванном выдворить оккупационную военную силу, которая взяла под контроль его планету.

## Контекст
«Квантовая роза» аллегорически отображает математические и физические аспекты квантовой теории рассеяния и связана с диссертацией Азаро на степень доктора философии по химической физике, выполненной под научным руководством Александра Далгарно в Гарвард-Смитсоновском центре астрофизики. Азаро описывает аллегорию в эссе в конце книги, объясняя, как герои и сюжетные точки играют роль математических терминов или процессов в атомной и молекулярной физике. Каждый раздел книги имеет основное поэтическое название, затем подзаголовок, который касается аспекта теории рассеяния, освещённого в этом разделе.

## Отзывы
Рецензент премии «Локус» Дженнифер Голл одобрительно восприняла роман, сказав: «Текст силён, сюжет и персонажи увлекательны».
Джерри Райт в обзоре для SF Site предоставил благоприятный отзыв о книге, назвав её «побуждающей к размышлению, развлекательной и очень, очень приятной», и вместе с тем похвалил Азаро за её «интересные научные и культурные догадки».